# Chris Valaika
Christopher Andrew Valaika (né le 14 août 1985 à Santa Monica, Californie, États-Unis) est un ancien joueur de champ intérieur de baseball qui évolue dans les Ligues majeures de 2010 à 2014.

## Carrière
Chris Valaika est un choix de troisième ronde des Reds de Cincinnati en 2006. À sa première année en ligues mineures dans l'organisation des Reds, en 2006, il établit un nouveau record de la Pioneer League en frappant en lieu sûr dans 32 parties consécutives pour les Mustangs de Billings.
Il fait ses débuts dans les majeures avec Cincinnati le 24 août 2010. Dans ce premier match, il obtient son premier coup sûr au plus haut niveau, un simple réussi comme frappeur suppléant face au lanceur Santiago Casilla, des Giants de San Francisco. Valaika claque son premier circuit en carrière le 27 août aux dépens de Tom Gorzelanny des Cubs de Chicago. Il frappe pour ,270 de moyenne au bâton dans les 33 matchs qu'il dispute pour Cincinnati en 2010 et 2011. Il passe 2012 dans les mineures dans l'organisation des Reds.
Il rejoint les Marlins de Miami le 5 novembre 2012 et dispute 22 matchs de l'équipe en 2013. En 2014, il rejoint les Cubs de Chicago, pour qui il frappe 3 circuits et produit 13 points en 44 matchs joués. Il joue 15 matchs au premier but pour les Cubs en 2014 et 12 au deuxième coussin.